# Hennadyj Truchanov
Hennadyj Leonidovyč Truchanov (in ucraino Геннадій Леонідович Труханов?; Odessa, 17 gennaio 1965) è un politico ucraino, sindaco di Odessa dal 2014.

## Biografia
Hennadyj Truchanov è nato il 17 gennaio 1965 a Odessa. Dal 1982 al 1986, ha studiato presso la Scuola Superiore di Comando di Artiglieria di Odessa, dopo di che ha ricevuto il grado di tenente e ha ottenuto la specialità di ingegnere nella riparazione e funzionamento di attrezzature automobilistiche. Dal 2002 al 2006 ha studiato presso l'Università Nazionale degli Affari Interni di Kiev, dove ha conseguito la qualifica di "avvocato". Nel 2008, ha difeso la sua tesi presso l'Università Nazionale di Odessa "I.I. Mečnikov". Nel 2013 ha completato i suoi studi presso l'Istituto regionale della pubblica amministrazione di Odessa dell'Accademia nazionale della pubblica amministrazione sotto il presidente dell'Ucraina.

## Carriera
Dal 1986, Hennadyj Truchanov ha prestato servizio nel distretto militare del Caucaso settentrionale delle forze armate dell'URSS. Nel periodo dal 1992 al 1993, ha ricoperto il ruolo di capo della sicurezza presso la piccola impresa di ricerca e produzione "Minimax". Successivamente, dal 1993 al 1996, è stato direttore della società di sicurezza "Captain and Co.".
Tra il 2001 e il 2002, ha lavorato come consigliere del direttore generale per le questioni di sicurezza dell'impresa con investimenti esteri "Lukoil - Ucraina". L'anno successivo, dal 2002 al 2003, ha svolto il ruolo di assistente del rappresentante del presidente della società per azioni "Lukoil" in Ucraina per le questioni di sicurezza.
Dal 2004 al 2007, Truchanov è stato consigliere e assistente consulente nello staff della Verchovna Rada dell'Ucraina. Tra il 2007 e il 2008, ha lavorato come consigliere del direttore per le relazioni con enti statali e pubblico presso l'impresa privata "Ukrtranskontainer". Nel periodo dal 2008 al 2011, ha ricoperto l'incarico di capo specialista del Dipartimento per il lavoro con le regioni presso il Dipartimento per il lavoro con i veterani del Comitato di Stato dell'Ucraina per gli affari dei veterani. Infine, da marzo 2012 a novembre 2012, ha lavorato come vicedirettore generale per il lavoro con i clienti presso Brooklyn-Kyiv LLC.

## Carriera politica
Dal 2005 al 2012, Hennadyj Truchanov è stato deputato del consiglio comunale di Odessa. Tra il 2006 e il 2010 ha ricoperto la carica di Presidente della Vice Commissione Permanente per la Gioventù e lo Sport dello stesso consiglio comunale. Nel 2010 è stato nominato capo della maggioranza deputata nel consiglio comunale di Odessa.
Il 12 dicembre 2012, ha prestato giuramento come deputato del popolo ucraino, iniziando il suo mandato nella Verkhovna Rada dell'Ucraina. Il 25 maggio 2014, è stato eletto sindaco di Odessa durante le elezioni straordinarie per tale carica.
Nel 2015, in seguito alle elezioni regolari, è stato rieletto sindaco di Odessa per un secondo mandato. Alle elezioni del 2020, ha ottenuto un terzo mandato come sindaco, consolidando ulteriormente la sua leadership nella città.

## Sindaco di Odessa
Durante il mandato di Truchanov fu introdotta una moratoria sulla costruzione della costa di Odessa. Nel 2014 Hennadyj Truchanov ha introdotto una moratoria sullo smantellamento delle piccole forme architettoniche.
Durante il mandato di Hennadyj Truchanov, il trasporto elettrico fu ripreso a Odessa. La modernizzazione dei tram è iniziata a Odessa nel 2016. Le officine dei tram furono rinnovate e la brigata degli artigiani fu rianimata. Inoltre, KP "Odes'mis'kelektrotrans" ha sviluppato il proprio tram a cabina e il nome 'Odissej' è stato scelto dalla gente di Odessa. Il trasporto elettrico funziona rigorosamente secondo gli orari, le fermate dei trasporti pubblici sono state aggiornate, agli incroci sono stati installati segnali elettronici che indicano il tempo fino all'arrivo del tram/tram. È stato sviluppato il portale trasporti-odessa.com.ua, grazie al quale è possibile monitorare in tempo reale il movimento del trasporto elettrico comunale.
Una nuova scuola è stata costruita da zero: il Liceo Europeo. Sono stati aperti nuovi stadi nelle scuole ed è stato implementato anche un nuovo sistema di ristorazione a buffet.
Nel quartiere Peresyps'kyj della città è stato costruito un nuovo policlinico pediatrico, dotato di 83 ambulatori pediatri, nei quali sono ammessi più di 100 specialisti. In un turno, l’ospedale serve fino a 550 pazienti. Nel 2015 è stato costruito un nuovo istituto di istruzione prescolare a Odessa. Il primo funzionario che sostenne l'idea e il progetto fu Hennadyj Truchanov, all'epoca deputato del popolo.
Nel 2018 Hennadyj Truchanov ha aperto il Centro per i servizi sociali integrati, dove i residenti della città possono ottenere qualsiasi servizio sociale, ottenere le informazioni necessarie o consultare.
Hennadyj Truchanov era a capo della Federazione ucraina di Muay Thai. Nel 2018, su iniziativa del sindaco di Odessa Hennadyj Truchanov, è apparso un parlamento di studenti delle scuole superiori, le cui principali aree di attività sono la rappresentanza degli interessi degli studenti delle loro istituzioni educative e l'attuazione di iniziative di beneficenza, ambientali, nazional-patriottiche, progetti intellettuali e creativi. Nello stesso anno, il sindaco di Odessa, Hennadyj Truchanov, ha contribuito alla realizzazione del progetto Odessa School Basketball League, al quale hanno preso parte 80 squadre in rappresentanza di 50 scuole della città.
Nel 2019 è stato inaugurato il primo Centro Risorse Inclusive: si tratta di un complesso di edifici adatti alle persone con disabilità, con una superficie complessiva di circa 500 mq con le sue infrastrutture e il territorio. 300 reparti sono sotto il patrocinio del centro. Il centro ha filiali in tutti i quartieri della città.
Sono stati restaurati numerosi monumenti architettonici famosi: in particolare la Scalinata Potëmkin, la Casa Russov, la Casa Fal'c-Fejn, la Casa del Reddito Skaržyns'kyj. I parchi ricreativi esistenti furono ammodernati e ne furono costruiti di nuovi. Istanbul Park è un progetto congiunto di Hennadyj Truchanov e del sindaco di Istanbul Kadir Topbaş. L'apertura della zona artistica del Parco Greco è avvenuta nell'ambito della celebrazione del compleanno di Odessa e il parco stesso è stato creato con il sostegno della diaspora greca.
Nel 2020 Hennadyj Truchanov ha aperto un cavalcavia alla decima stazione di Velykyj Fontan, che ha permesso di collegare due parti del "Percorso della salute", la cui lunghezza totale era di 15 chilometri ed è diventata la più grande pista ciclabile e pedonale dell'Ucraina. Inoltre, dal 2021 al 2023, a Odessa sono stati installati più di 130 km di piste ciclabili e piste ciclabili.
Le autorità cittadine di Odessa hanno avuto colloqui con il direttore del Centro per il Patrimonio Mondiale dell'UNESCO, Lazar Elundu Assomo, che ha contribuito a mettere rapidamente insieme un gruppo di lavoro, di cui facevano parte dipendenti del Ministero della Cultura dell'Italia, ricercatori del Politecnico di Torino, membri del comitato di nomina dell'UNESCO e, naturalmente, gli storici, gli esperti culturali e gli architetti di Odessa Grazie al quale Odessa ha ricevuto l'ambito status UNESCO. Nel gennaio 2023 il centro storico di Odessa è stato inserito nella Lista del Patrimonio Mondiale dell'UNESCO e nella Lista dei Patrimoni dell'Umanità UNESCO in pericolo. All'interno dei confini di questo oggetto si trovano quasi 200 monumenti del patrimonio culturale, una parte significativa dei quali è di importanza nazionale. La procedura è iniziata più di 10 anni fa, ma non ha avuto successo. Hennadyj Truchanov, ha creato un gruppo di lavoro in cui si sono uniti tutti gli storici che in precedenza avevano opinioni diverse sullo sviluppo della situazione, sui singoli fatti storici.
Nel 2025 Hennadij Trukhanov, insieme a deputati del Parlamento, ha rappresentato l'Ucraina al Forum parlamentare sulla sicurezza a Madrid, discutendo le sfide affrontate dalle città in tempo di guerra.

### Cooperazione internazionale
Dal 2014 il consiglio comunale di Odessa, guidato da Hennadyj Truchanov, ha stabilito rapporti di fraternità e ha firmato accordi con partner stranieri.
- Gemellaggio con Yokohama, Giappone (gemellata dal 1965) - il 18 maggio 2023 è stato firmato un memorandum di cooperazione tra il consiglio comunale di Odessa (Ucraina), la Yokohama Urban Solutions Alliance (Giappone) e la Sansei Corporation (Giappone).[39]
- La città gemella di Costanza, Romania (gemellata dal 1991) - nel proseguimento dello sviluppo delle relazioni fraterne, il 13 luglio 2021 è stata firmata la Dichiarazione sulla continuazione e il rafforzamento della cooperazione tra le città di Odessa e Costanza.[40]
- Città partner Venezia, Repubblica Italiana (instaurazione di rapporti di partenariato nel 2022) - Il 7 novembre 2022 è stato firmato l'Accordo per lo sviluppo della cooperazione tra la città di Odessa (Ucraina) e la città di Venezia (Repubblica Italiana).[41][42]
- Città partner di Klaipeda, Repubblica di Lituania (partnership dal 2004) - Il 19 giugno 2017 è stato firmato il Protocollo sulle intenzioni di sviluppare relazioni di partenariato tra la città di Odessa (Ucraina) e la città di Klaipėda (Repubblica di Lituania).[43]
- Città partner Marrakech, Regno del Marocco (stabilimento di rapporti di partenariato nel 2019) - Il 16 aprile 2019 è stato firmato l'accordo di cooperazione tra la città di Odessa (Ucraina) e la città di Marrakesh (Regno del Marocco).[44][45]
- Città partner di Miami e Miami Beach, Stati Uniti d'America (stabilimento di rapporti di partnership nel 2022) - Il 1º dicembre 2022 è stato firmato l'Accordo sull'instaurazione di rapporti di partenariato tra la città di Odessa (Ucraina), la città di Miami e la città di Miami Beach (Stati Uniti d'America).[46]
- Città partner Mombasa, Repubblica del Kenya (stabilimento di rapporti di partenariato nel 2021) - Il 20 gennaio 2021 è stato firmato l'Accordo sull'instaurazione di rapporti di partenariato tra la città di Odessa (Ucraina) e la città di Mombasa (Repubblica del Kenya).[47]
- Nell'aprile 2025, il Consiglio comunale di Odessa, guidato da Gennadiy Trukhanov, ha firmato un accordo di partenariato con la città tedesca di Magonza.[48][49][50][51][52][53]

La tradizionale Fiera Diplomatica di Natale si tiene ogni anno sotto il patronato del sindaco di Odessa Hennadyj Truchanov. All'organizzazione e allo svolgimento della fiera partecipano attivamente rappresentanti delle missioni diplomatiche di paesi stranieri accreditati a Odessa, centri culturali nazionali, comunità, diaspore e altre organizzazioni. Su iniziativa di Hennadyj Truchanov, sotto il sindaco di Odessa, è stato creato il Consiglio dell'"Associazione delle nazionalità di Odessa". Negli ultimi anni si sono sviluppati rapporti di lavoro con le missioni diplomatiche accreditate a Odessa.

## L’invasione dell'Ucraina da parte della Russia
Fin dai primi giorni dell’invasione russa dell'Ucraina, le autorità cittadine di Odessa si sono concentrate sulla costruzione di fortificazioni. L'assistenza alle Forze Armate dell'Ucraina e alle unità di difesa territoriale è diventata una priorità della politica di bilancio.
Nella notte del 23 luglio la Russia ha lanciato un attacco missilistico contro la Cattedrale della Trasfigurazione a Odessa. L'altare è stato colpito direttamente, a seguito dell'attacco l'edificio religioso della Cattedrale è stato parzialmente distrutto. Truchanov si è rivolto agli occupanti in russo:
“Se sapessi quanto ti odia Odessa. Non solo odia, ma disprezza anche. Litighi con i bambini piccoli. Con le chiese ortodosse. Sì, cosa dice: i tuoi razzi volano anche al cimitero. Durante questa guerra sei stato chiamato diversamente. Scabbia, orchi, feccia e baie. Tuttavia, questo è comunque gentile. E voi siete semplicemente creature senza famiglia, senza tribù, senza morale e senza valori. E senza futuro. Ci conoscete molto male, Odessiti. Non ci spezzerai, ma ci farai arrabbiare ancora di più. La forza dei nostri difensori, moltiplicata per la rabbia e il dolore della gente comune, diventerà la tua sentenza. Gloria all'Ucraina!”
Odessa riceve aiuti umanitari da tutto il mondo. A Odessa è stato istituito un centro cittadino di aiuto umanitario per i rifugiati con filiali in tutti i quartieri della città.
Dall’inizio dell’invasione su vasta scala, Odessa ha fornito alloggio, cibo e assistenza lavorativa agli ucraini costretti a lasciare le loro case. Dall'introduzione della legge marziale nelle amministrazioni distrettuali della protezione sociale della popolazione Odessa, dal 1 gennaio 2024, ha richiesto e ricevuto certificati di registrazione di 85.500 sfollati interni.
Il 3 giugno 2022 ha iniziato i suoi lavori il Centro municipale per la promozione dell'occupazione degli sfollati interni. Le attività del Centro forniscono il massimo sostegno all'integrazione degli sfollati interni nel mercato del lavoro locale e forniscono manodopera alle imprese comunali della città.
Ai fini dell'adattamento sociale e della riabilitazione del personale militare, il governo della città ha creato il Centro Servizi "HAB Veteran" su questioni volte a garantire la realizzazione dei diritti e delle libertà dei veterani e delle famiglie del personale militare. Il governo della città di Odessa collabora con tutte le strutture militari che difendono l'Ucraina dagli invasori russi. Tutte le richieste dei militari vengono soddisfatte integralmente e nel più breve tempo possibile.